# Pinar Caslanco
O Pinar Caslanco é um pinhal manso que tem uma área aproximada de 20 hectares. Situado nos municípios de Chiclana  e Conil, é um dos mais pequenos pinhais da província de Cádis.
Localizado no cruzamento da Rodovia Parcelas de Roche, Carril de Curro e Caminho Ureba García, o pinhal encontra-se totalmente fechado, pelo que não é permitida a entrada de turistas.

## Vegetação
Costa de uma grande variedade de plantae como Cogumelos, Lentisco e Ervas Ervas. Além disso, existe também uma grande variedade de Animals, principalmente Aves e Canários.